# Робер Шарпентьє
Робер Шарпентьє (фр. Robert Charpentier, 4 квітня 1916 — 29 жовтня 1966) — французький велогонщик.
Олімпійський чемпіон 1936 (групова шосейна гонка), 1936 (командна шосейна гонка), 1936 (командна гонка переслідування) років.
Срібний призер Чемпіонату світу з велоперегонів на шосе 1935 року в аматорській груповій шосейній гонці.